# Гавади (Ђенова)
Гавади је насеље у Италији у округу Ђенова, региону Лигурија.
Према процени из 2011. у насељу је живело 62 становника. Насеље се налази на надморској висини од 1191 м.